# Oštrika
Oštrika (Oštrolist, lat. Onosma), poveći biljni rod jednogodšnjeg i dvogodišnjeg raslinja, trajnica i polugrmova kojemu pripada preko 250 vrsta. U Hrvatskoj raste nekoliko vrsta i podvrsta oštriki, često nazivanih oštrolistima.  
Poznatije vrste i podvrste iz Hrvatske su dalmatinska oštrika ili dalmatinski oštrolist (Onosma echioides subsp. dalmatica), vizijanijeva oštrika (Onosma visianii) i njezina podvrsta biokovska oštrika ili biokovski oštrolist (Onosma visianii subsp. biokovoense).
- Onosma taurica
- Onosma visianii

## Vrste
1. Onosma aaronsohnii Feinbrun
2. Onosma adenopus I.M.Johnst.
3. Onosma affinis Hausskn. ex Riedl
4. Onosma afghanica Bornm.
5. Onosma aksoyii Aytaç & Türkmen
6. Onosma alba W.W.Sm. & Jeffrey
7. Onosma albicaulis Popov
8. Onosma alborosea Fisch. & C.A.Mey.
9. Onosma aleppica Boiss.
10. Onosma ambigens Lacaita
11. Onosma anatolica Binzet
12. Onosma angustiloba Rech.f. & Riedl
13. Onosma angustissima Hausskn. & Bornm.
14. Onosma anisocalyx Ponert
15. Onosma apiculata Riedl
16. Onosma araratica Riedl
17. Onosma arcuata Riedl
18. Onosma arenaria Waldst. & Kit.
19. Onosma argentata Hub.-Mor.
20. Onosma armena DC.
21. Onosma asperrima Bornm.
22. Onosma atila-ocakii O.Koyuncu & Yaylaci
23. Onosma atrocyanea Franch.
24. Onosma aucheriana DC.
25. Onosma auriculata DC.
26. Onosma austriaca (Beck) Fritsch
27. Onosma azarbaidjanensis Mehrabian
28. Onosma azurea Schipcz.
29. Onosma baldshuanica Lipsky
30. Onosma barsczewskii Lipsky
31. Onosma beyazoglui Kandemir & Türkmen
32. Onosma bheriensis H.Hara
33. Onosma bilabiata Boiss. & Buhse
34. Onosma bisotunensis Attar & Hamzehee
35. Onosma bodeana Boiss.
36. Onosma bornmuelleri Hausskn. & Bornm.
37. Onosma borragoidina Ponert
38. Onosma borysthenica Klokov
39. Onosma bourgaei Boiss.
40. Onosma bracteata Wall.
41. Onosma bracteosa Hausskn. & Bornm.
42. Onosma brevipilosa Schischk. ex Popov
43. Onosma briquetii Czeczott
44. Onosma bubanii Stroh
45. Onosma bulbotricha DC.
46. Onosma burmanica Collett & Hemsl.
47. Onosma caerulescens Boiss.
48. Onosma caespitosa Kotschy
49. Onosma cappadocica Siehe ex Riedl
50. Onosma cardiostegium Bornm.
51. Onosma cassia Boiss.
52. Onosma caucasica Levin
53. Onosma chitralica I.M.Johnst.
54. Onosma chlorotricha Boiss. & Noë
55. Onosma chrysochaeta Bornm.
56. Onosma cinerea Schreb.
57. Onosma cingulata W.W.Sm. & Jeffrey
58. Onosma circinnata Riedl
59. Onosma conferta W.W.Sm.
60. Onosma cornuta Riedl
61. Onosma cyrenaica E.A.Durand & Barratte
62. Onosma dasytricha Boiss.
63. Onosma decasticha Y.L.Liu
64. Onosma decorticans Riedl
65. Onosma demavendica Riedl
66. Onosma demirizii Kaynak, Tarimcilar & Yilmaz
67. Onosma dichroantha Boiss.
68. Onosma discedens Hausskn. ex Bornm.
69. Onosma echinata Desf.
70. Onosma echioides (L.) L.
71. Onosma elegantissima Rech.f. & Goulimy
72. Onosma elwendica Wettst. ex Stapf
73. Onosma epirotica Teppner
74. Onosma erecta Sm.
75. Onosma erzincanica Binzet & Eren
76. Onosma estahbanensis Ranjbar & Almasi
77. Onosma euboica Rech.f.
78. Onosma exserta Hemsl.
79. Onosma farreri I.M.Johnst.
80. Onosma farsica Ponert
81. Onosma fastigiata (Braun-Blanq.) Lacaita
82. Onosma ferganensis Popov
83. Onosma fistulosa I.M.Johnst.
84. Onosma frutescens Lam.
85. Onosma fruticosa Sm.
86. Onosma gaubae Bornm.
87. Onosma gehardica T.N.Popova
88. Onosma ghahremanii Attar & Naqinezhad
89. Onosma gigantea Lam.
90. Onosma glomerata Y.L.Liu
91. Onosma gmelinii Ledeb.
92. Onosma gracilis Trautv.
93. Onosma graeca Boiss.
94. Onosma graniticola Klokov
95. Onosma griersonii R.R.Mill
96. Onosma griffithii Vatke
97. Onosma guberlinensis Dobrocz. & V.M.Vinogr.
98. Onosma halophila Boiss. & Heldr.
99. Onosma haussknechtii Bornm.
100. Onosma hawramanensis S.A.Ahmad
101. Onosma hebebulbum DC.
102. Onosma helleri Greuter & Burdet
103. Onosma helvetica (A.DC.) Boiss.
104. Onosma heterophylla Griseb.
105. Onosma hispida Wall. ex G.Don
106. Onosma hookeri C.B.Clarke
107. Onosma × hybrida Riedl
108. Onosma hypoleuca I.M.Johnst.
109. Onosma inexspectata Teppner
110. Onosma intertexta Hub.-Mor.
111. Onosma intricata Riedl & Freitag
112. Onosma iranshahrii Ghahr & Attar
113. Onosma iricolor Klokov
114. Onosma irritans Popov
115. Onosma isaurica Boiss. & Heldr.
116. Onosma juliae L.Cecchi & Selvi
117. Onosma kaheirei Teppner
118. Onosma khorassanica Attar & Joharchi
119. Onosma khyberiana I.M.Johnst.
120. Onosma kilouyensis Boiss. & Hausskn.
121. Onosma kittaniae Strid ex Stefanovic, Kit Tan & Iatroú
122. Onosma kotschyi Boiss.
123. Onosma kurdica Teppner
124. Onosma lanceolata Boiss. & Hausskn.
125. Onosma latifolia Boiss. & Hausskn.
126. Onosma leucocarpa Popov
127. Onosma levinii T.N.Popova
128. Onosma lhokaensis Y.He & Q.R.Liu
129. Onosma lijiangensis Y.L.Liu
130. Onosma limitanea I.M.Johnst.
131. Onosma lineariloba Hausskn. ex Riedl
132. Onosma liparioides DC.
133. Onosma liwanowii Popov
134. Onosma longiloba Bunge
135. Onosma luquanensis Y.L.Liu
136. Onosma lycaonica Hub.-Mor.
137. Onosma maaikangensis W.T.Wang
138. Onosma macrophylla Bornm.
139. Onosma macrorhiza Popov
140. Onosma maculata Ranjbar & Almasi
141. Onosma mahabadensis Ranjbar & Almasi
142. Onosma malatyana Binzet
143. Onosma malkarmayorum Teppner
144. Onosma maracandica Zakirov
145. Onosma mattirolii Bald.
146. Onosma mersinana Riedl, Binzet & Orcan
147. Onosma mertensioides I.M.Johnst.
148. Onosma microcarpa Steven ex DC.
149. Onosma mirabilis A.P.Khokhr.
150. Onosma mitis Boiss. & Heldr.
151. Onosma mollis DC.
152. Onosma montana Sm.
153. Onosma moussavi Mehrabian & Amini Rad
154. Onosma mozaffariani Mehrabian
155. Onosma multiramosa Hand.-Mazz.
156. Onosma nana DC.
157. Onosma nangqenensis Y.L.Liu
158. Onosma neglecta Riedl
159. Onosma nemoricola Hausskn. & Bornm.
160. Onosma nervosa Riedl
161. Onosma nigricaulis Riedl
162. Onosma nydeggeri Hub.-Mor.
163. Onosma obtusifolia Hausskn. & Sint. ex Riedl
164. Onosma olivieri Boiss.
165. Onosma oreodoxa Boiss. & Heldr.
166. Onosma ovalifolia Kotschy & Boiss.
167. Onosma pabotii Riedl
168. Onosma pachypoda Boiss.
169. Onosma paniculata Bureau & Franch.
170. Onosma paphlagonica Bornm.
171. Onosma papillosa Riedl
172. Onosma paradoxa Janka
173. Onosma pavlovae Petrova & Kit Tan
174. Onosma platyphylla Riedl
175. Onosma polioxantha Rech.f.
176. Onosma polyantha DC.
177. Onosma polyphylla Ledeb.
178. Onosma proballanthera Rech.f.
179. Onosma procera Boiss.
180. Onosma propontica Azn.
181. Onosma pseudoarenaria Schur
182. Onosma pseudoeuboica Teppner & Karl
183. Onosma pygmaea Riedl
184. Onosma pyramidalis Hook.f.
185. Onosma qandilica Rech.f. & Riedl
186. Onosma rascheyana Boiss.
187. Onosma rechingeri Riedl
188. Onosma riedliana Binzet & Orcan
189. Onosma rostellata Lehm.
190. Onosma roussaei DC.
191. Onosma rutila Hub.-Mor.
192. Onosma sabalanica Ponert
193. Onosma samarica Klokov
194. Onosma sangiasensis Teppner & Iatroú
195. Onosma sanguinolenta Vatke
196. Onosma sericea Willd.
197. Onosma setosa Ledeb.
198. Onosma sharifii Riedl
199. Onosma sheidaii Mehrabian
200. Onosma sieheana Hayek
201. Onosma simplicissima L.
202. Onosma sindjarensis Riedl
203. Onosma sinica Diels
204. Onosma sintenisii Hausskn. ex Bornm.
205. Onosma soltanabadensis Ranjbar & Almasi
206. Onosma sorgeri Teppner
207. Onosma spruneri Boiss.
208. Onosma staminea Ledeb.
209. Onosma stellulata Waldst. & Kit.
210. Onosma stenoloba Hausskn. ex Riedl
211. Onosma stenosiphon Boiss.
212. Onosma stojanoffii (Turrill) Teppner
213. Onosma straussii (Riedl) Khat.
214. Onosma striata Riedl
215. Onosma stridii Teppner
216. Onosma strigosissima Boiss.
217. Onosma subsericea Freyn
218. Onosma subulifolia Riedl
219. Onosma sulaimaniaca Riedl
220. Onosma tenuiflora Willd.
221. Onosma thomsonii C.B.Clarke
222. Onosma thracica Velen.
223. Onosma tinctoria M.Bieb.
224. Onosma trachycarpa Levin
225. Onosma trachytricha Boiss.
226. Onosma trapezuntea Boiss. & A.Huet ex Hand.-Mazz.
227. Onosma tricerosperma Lag.
228. Onosma tridentina Wettst.
229. Onosma troodi Kotschy
230. Onosma urumensis Ponert
231. Onosma vaudensis Gremli
232. Onosma velutina Boiss.
233. Onosma viridis (Borbás) Jáv.
234. Onosma visianii Clementi
235. Onosma waddellii Duthie
236. Onosma waltonii Duthie
237. Onosma wardii (W.W.Sm.) I.M.Johnst.
238. Onosma wheeler-hainesii Riedl
239. Onosma xanthotricha Boiss.
240. Onosma xiangchengensis W.T.Wang
241. Onosma yajiangensis W.T.Wang
242. Onosma yamagatae Kitam.
243. Onosma zagrica Dehshiri
244. Onosma zayuensis Y.L.Liu
245. Onosma zerizaminum Lipsky

## Vanjske poveznice
|  | Zajednički poslužitelj ima još gradiva o temi Onosma |
|  | Wikivrste imaju podatke o taksonu Onosma             |